# Stichting Noord-Nederland-Vlaanderen
De Stichting Noord-Nederland-Vlaanderen was een Groot-Nederlandse organisatie die in 1936 was opgericht. De doelstelling was om in Noord-Nederland belangstelling te wekken voor Vlaanderen. Mede-oprichter en voorzitter was Karel Waternaux.
Vanaf 1938 verscheen Dietsche Tijdingen, het eigen orgaan van de Stichting. In de loop der tijd verschenen in steden in zowel Noord-Nederland als Vlaanderen verschillende afdelingen. Op het hoogtepunt, in september 1940, telde de organisatie ongeveer 1000 leden, waaronder enkele in Oost- en West-Indië.
In de zomer van 1941 verbood de Duitse bezetter alle Groot-Nederlandse activiteiten en moest dus ook de Stichting haar activiteiten staken. Ondertussen was de Stichting in nationaalsocialistisch vaarwater geraakt.
De Stichting Noord-Nederland-Vlaanderen was via een aantal actieve leden verbonden allerlei organisaties. Vanaf 1939 verschenen de mededelingen van het Dietsch Studentenverbond (DSV) in Dietsche Tijdingen. Veel leden waren daarnaast ook lid van de Dietsche Bond en het Algemeen-Nederlands Verbond. Karel Waternaux was ook de leider van de Nederlandse afdeling van het Vlaams Nationaal Verbond. Ten slotte was de Stichting in 1940 betrokken bij de Groot-Nederlandsche Actie.
In de Stichting waren een aantal opmerkelijke personen actief:
- Pieter Geyl
- Tobie Goedewaagen
- Anton van Duinkerken
- P.J. Meertens